# Centro médico (serie de televisión de Estados Unidos)
Centro Médico fue una serie de televisión estadounidense, emitida por la cadena CBS entre 1969 y 1976. La serie fue producida por los Estudios Metro-Goldwyn-Mayer.

## Argumento
Los doctores Paul Lochner  (James Daly) y Joe Gannon (Chad Everett) son cirujanos en un hospital universitario de la ciudad de Los Ángeles. Cada semana se enfrentarán a difíciles casos que sabrán afrontar con rigor y profesionalidad, mostrando la experiencia y cautela del veterano Lochner frente a la juventud y audacia del joven Gannon. Al tiempo la serie muestra la evolución de sus propias vidas privadas.

## Premios
- Globo de Oro (1970) Mejor serie dramática
- TP de Oro (1972) Mejor actor a Chad Everett

## Audiencias en EE. UU.
Según la tabla de Nielsen de listado de audiencias, la serie se clasificó en los siguientes términos:
| Temporada | Ranking |
| --------- | ------- |
| 1970-71   | #8      |
| 1971-72   | #13     |
| 1972-73   | #21     |
| 1974-75   | #27     |